# Bas van de Goor
Bas van de Goor est un joueur de volley-ball néerlandais né le 4 septembre 1971. Il mesure 2,09 m et joue central.

## Clubs
| Club                   | Pays     | De        | À         |
| ---------------------- | -------- | --------- | --------- |
| Modène                 | Italie   | 1994-1995 | 1999-2000 |
| Sisley Trévise         | Italie   | 2000-2001 | 2001-2002 |
| Piet Zoomers Apeldoorn | Pays-Bas | 2003-2004 | 2004-2005 |

## Palmarès
- En club
  - Championnat d'Italie : 1995, 1997, 2001
  - Supercoupe d'Italie : 1998

- En équipe nationale des Pays-Bas
  - Jeux olympiques : 1996